# F-Beat Records
F-Beat Records fue un sello discográfico creado por Andrew Lauder y Jake Riviera en 1979. Su primer lanzamiento, "I Can't Stand Up for Falling Down" de Elvis Costello & the Atracciones, alcanzó el número 4 en las listas del Reino Unido, la posición más alta que alcanzó el sello en las listas de sencillos.  El primer álbum lanzado con el sello fue Get Happy!! de Costello, que alcanzó el puesto número 2 en la lista de álbumes del Reino Unido. 
Además de los lanzamientos de Costello, a quien Riviera dirigía, buscó artistas para el sello a través de un anuncio en NME, y una de las bandas que se postuló (y se les dio una audición, finalmente sin éxito) fue la banda White de Johnny Marr y Andy Rourke.  La lista se construyó para incluir a Nick Lowe, Carlene Carter, los Blasters, Blanket of Secrecy y Clive Langer and the Boxes. Las portadas del álbum y del single fueron diseñadas en su mayoría por Barney Bubbles y también por Antoinette (Tony) Riviera.
F-Beat fue distribuido a mediados de los años 1980 por RCA Records. 
Costello consiguió otros quince éxitos para F-Beat antes de partir a Warner Bros. Records.
El sello F-Beat original se cerró en 1986, pero se reactivó brevemente a principios de la década de 1990 con una nueva lista que incluía a Blab Happy, Nicola Hitchcock, Phil Burdett y los Gutter Brothers.
El sello F-Beat tenía sellos filiales asociados en Demon Records y Edsel Records, este último concentrándose en reediciones.  F-Beat y sus subsellos fueron adquiridos por MCI Records y luego, en 1998, por Kingfisher plc por £2 millones. 

## Lista
- Elvis Costello & the Attractions
- Nick Lowe
- Rockpile
- Steve Nieve
- Clive Langer & the Boxes
- The Coward Brothers
- Carlene Carter
- Blanket of Secrecy
- The Blasters
- Blab Happy
- Nicola Hitchcock
- The Gutter Brothers